# Robert Hersant
Pour les articles homonymes, voir Hersant (homonymie).
 (août 2010).
Si vous disposez d'ouvrages ou d'articles de référence ou si vous connaissez des sites web de qualité traitant du thème abordé ici, merci de compléter l'article en donnant les références utiles à sa vérifiabilité et en les liant à la section « Notes et références ».
Robert Hersant, né le 31 janvier 1920 à Vertou et mort le 21 avril 1996 à Saint-Cloud, est un éditeur de presse et homme politique français.
Militant socialiste dans l'entre-deux-guerres, il devient collaborationiste sous l'occupation.
Après la guerre, il fonde le groupe Hersant et devient parlementaire (député de l'Oise puis député européen), successivement sous plusieurs étiquettes politiques : radical-socialiste, gaulliste, centriste.

## Biographie

### Jeunesse socialiste puis fasciste et antisémite
Avant la Seconde Guerre mondiale, Robert Hersant milite au sein des Jeunesses socialistes (SFIO) de Rouen, où il rencontre notamment l'anarcho-syndicaliste Alexandre Hébert. Après la défaite de 1940, il monte de Rouen à Paris (seul à pied selon certains, avec plusieurs amis des Jeunesses socialistes selon d'autres) pour tenter l'aventure politique.
Il fonde alors le « Jeune front »,, un groupuscule pronazi situé dans l'orbite du Parti français national-collectiviste (PFNC) de l'ancien journaliste radical-socialiste Pierre Clémenti. La principale activité du « Jeune front » est de distribuer le journal antisémite Au Pilori, l'un des plus extrémistes de la collaboration, subventionné par les autorités allemandes. « Jeune Front » est la section de jeunesse (16-21 ans) des « Gardes françaises ». Hersant obtient début août 1940 un local pour son groupuscule, au 28, avenue des Champs-Élysées. Les membres du groupe se livrent également à des violences contre les commerçants de confession juive près de leur quartier général.
Le 25 août 1940, Robert Hersant inaugure devant des journalistes allemands et italiens le « Centre de propagande du Jeune Front », avec une cinquantaine d'invités. À cette occasion, Charles Lefebvre (responsable des Gardes françaises), Henri-Robert Petit et Pierre Clémenti prononceront chacun leur tour un discours. Hersant présente également à cette inauguration l'uniforme de la « garde spéciale du Jeune Front », constitué d'une chemise et d'une culotte bleues, de bottes jaunes, d'un ceinturon avec baudrier et d'un calot bleu marqué du sigle GS (garde spéciale) en lettres dorées, ainsi que d'un brassard blanc sur fond rouge avec un écusson National-Collectiviste.
Hersant fonde également une œuvre de secours destinée à aider les familles pauvres du PFNC, nommée « Hiver 1940 ». Clémenti décide cependant en septembre de se séparer d'Hersant, et le remplace à la tête du Jeune front par Jean-Marie Balestre. Hersant s'associe alors avec ce dernier dans le but de faire scission, mais c'est un échec et Clémenti prend possession du local du Jeune front.
En 1941, Hersant fait son service dans les Chantiers de jeunesse, puis se retrouve au camp de Brévannes, créé dans l'esprit de la Révolution nationale, où il retrouve Jean-Marie Balestre[réf. nécessaire]. Il tente de monter un journal, Jeune Force.
Robert Hersant est condamné en 1947 à dix ans d'indignité nationale pour collaboration avec l'Allemagne nazie. Cependant, ce dernier bénéficie d'une amnistie générale, en 1952.
En 1950, il fonde avec Jean-Marie Balestre L'Auto-Journal qui sera à l'origine du groupe Hersant, qui détiendra notamment la Socpresse.

### Député hétéroclite de l'Oise
Robert Hersant est député de l'Oise de 1956 à 1978, soit durant six mandats consécutifs, puis une septième fois pendant la première cohabitation de 1986 à 1988. Son affectation politique varie sur les quatre décennies : radical-socialiste, non-inscrit, gaulliste, centriste, UDF.
En 1956, l'Assemblée nationale se prononce sur la validité de son élection. Le député gaulliste Jean Legendre monte à la tribune et prononce un réquisitoire contre le député de l'Oise, relevant des irrégularités pendant sa campagne électorale mais aussi son passé collaborationniste. Jean-Marie Le Pen, député poujadiste de la Seine, témoignera ensuite : « Ce fut une séance absolument dramatique. Au fur et à mesure que Legendre parlait, les travées se vidaient autour d'Hersant. Quand le dernier député resté près de lui est parti, Hersant s'est retrouvé seul. De voir ce type accablé, acculé, ça nous a dégoûtés, Demarquet et moi, et on s'est abstenus ». L'amendement de Jean Legendre, qui exclut Robert Hersant pour faits de collaboration et escroquerie, est voté par 125 voix, essentiellement poujadistes et communistes, face à 11 contre.
Son parcours politique se poursuit à gauche, au Parti radical-socialiste, puis à la FGDS. Connu pour son compagnonnage avec la gauche socialiste, il est contacté par la puissante fédération du Nord-Pas-de-Calais, qui rencontre alors des difficultés à moderniser sa presse. En 1967, il rachète Nord Matin, le journal SFIO des bassins miniers. Foncièrement anticommuniste, il demande sa radiation du groupe FGDS de l’Assemblée en 1968, lorsque celle-ci se rapproche du PCF. La signature du programme commun vient clore son compagnonnage à gauche de l’échiquier politique.

### Patron de presse de droite
Dans les années 1970, Robert Hersant passe à droite et devient un soutien de la droite libérale et conservatrice, avec notamment le rachat du Figaro. Il devient alors le symbole du patron de presse ambitieux. Cet appétit de conquête le fait alors surnommer « le papivore ». À cette époque, il est surnommé « Herr Sant » par Le Canard enchaîné.
Il explique vouloir soutenir la droite à travers les médias : « Certains mènent le bon combat à la tête de partis politiques, moi à la direction d'importants moyens d’information ». En 1984, la majorité de gauche tente de faire adopter une loi restreignant la concentration dans la presse et renforçant sa transparence, afin de contraindre Robert Hersant à vendre une partie de son empire. Le processus législatif est laborieux, marqué par une forte obstruction parlementaire, le gouvernement doit par trois[réf. à confirmer] fois engager sa responsabilité (art. 49-3). Le Conseil constitutionnel, saisi par les parlementaires de l'opposition, ne s'oppose pas aux principes de la loi. Mais il censure deux dispositions importantes : la loi n'est pas rétroactive pour les groupes existants et il n'accorde pas à la commission chargée du contrôle des groupes de presse un pouvoir de sanction administrative, qui reste aux mains des tribunaux. La loi, promulguée le 23 octobre, ne toucherait donc pas l'empire Hersant et paradoxalement, empêcherait un groupe concurrent de l'égaler, le seuil maximum des concentrations est fixé à 15 % de la diffusion,.
La loi est abrogée après le retour de la droite au pouvoir, en 1986.

### Fiasco de La Cinq
À la suite de l'annonce de la création de futures chaînes de télévision privées par François Mitterrand, le 14 janvier 1985, Robert Hersant crée TVE (TélEurop), ou TVES (Télévision européenne par satellite). Il recrute Jean-Marie Cavada, Patrice Duhamel, Philippe Ramond (ancien directeur de Canal+ jusqu'au 11 janvier 1985). Le 30 juillet 1985, il investit 35 millions de francs afin d'acquérir du matériel et des locaux. TVE prend place au 241, boulevard Pereire à Paris, dans un ancien garage Renault de 4 220 mètres carrés acquis pour 15 millions de francs. Depuis le 1er octobre, plusieurs émissions de télévision y sont tournées, dont NRJ 6, magazine musical de TV6.
En 1987, Robert Hersant devient l'opérateur de la chaîne de télévision « La Cinq » en s'associant à Silvio Berlusconi, magnat de la télévision italienne. Après avoir racheté à TF1 quelques animateurs vedettes, le fiasco financier arrive rapidement. Le public ne suit pas les stars de TF1 vers La Cinq et malgré les séries américaines, les dessins animés japonais, l'information et les droits TV du tennis et des sports motos, l'audience, et donc les recettes publicitaires, sombrent. Acculé, Robert Hersant vend ses parts à Jean-Luc Lagardère pour éviter la faillite de son groupe de presse.

### Fin de parcours

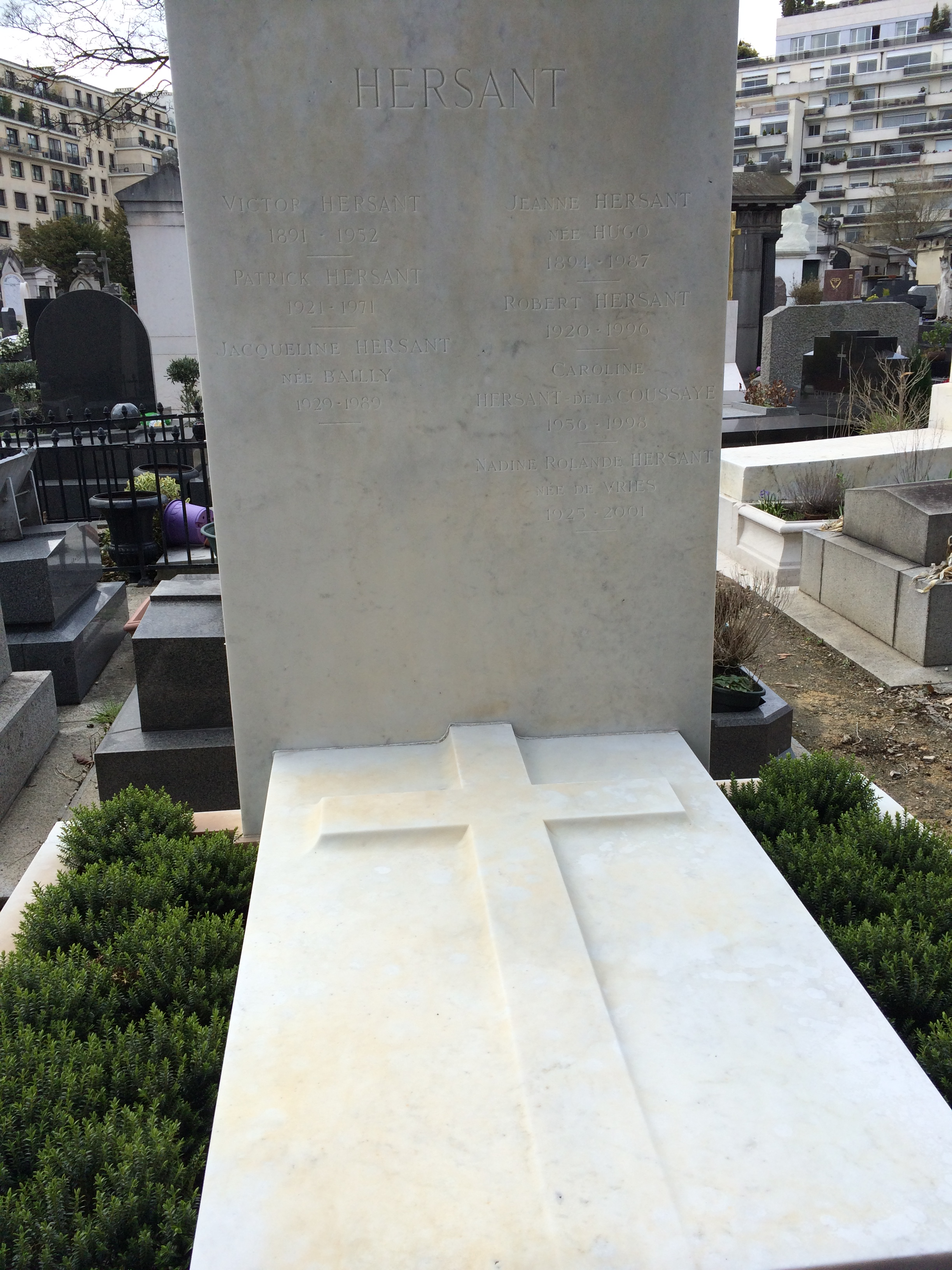
Tombe de Robert Hersant au cimetière de Passy à Paris.

En 1996, le groupe de Robert Hersant emploie 8 000 personnes et génère 6 milliards de francs de chiffre d'affaires. Hersant meurt en 1996 à Saint-Cloud. Après sa mort, une partie de son groupe, Socpresse, est vendue à Serge Dassault.

## Résultats électoraux
| Candidat         | Candidat                            | Parti                | Premier tour | Premier tour | Second tour | Second tour |  |
| Candidat         | Candidat                            | Parti                | Voix         | %            | Voix        | %           |  |
| ---------------- | ----------------------------------- | -------------------- | ------------ | ------------ | ----------- | ----------- |  |
|                  | Florence d'Harcourt sortante réélue | diss. RPR            | 20 819       | 42,70        | 32 181      | 100,00      |  |
|                  | Robert Hersant                      | UDF (RPR, CNIP)      | 9 970        | 20,45        | Retrait     | Retrait     |  |
|                  | Gérard Brisset                      | PS                   | 6 424        | 13,17        |             |             |  |
|                  | Annie Mandois                       | PCF                  | 4 958        | 10,17        |             |             |  |
|                  | Gérard Orthlieb (d)                 | Écologie 78          | 2 183        | 4,48         |             |             |  |
|                  | Jacques Mannez                      | Divers droite        | 1 104        | 2,26         |             |             |  |
|                  | Beno Perlmutter                     | FRP                  | 817          | 1,68         |             |             |  |
|                  | Berthe Zbrizer-Burtin               | Divers droite        | 543          | 1,11         |             |             |  |
|                  | Gilles Néret-Minet (d)              | FN                   | 455          | 0,93         |             |             |  |
|                  | Gérard Weill                        | Divers droite        | 396          | 0,81         |             |             |  |
|                  | Annie Genvillot                     | LO                   | 349          | 0,72         |             |             |  |
|                  | Joseph-Bruno de La Salle            | Extrême droite (PFN) | 341          | 0,70         |             |             |  |
|                  | Rémy Galland                        | LCR                  | 201          | 0,41         |             |             |  |
|                  | Jean-Didier Scrive                  | Extrême droite       | 134          | 0,27         |             |             |  |
|                  | Jean-Louis Tissier                  | Divers               | 67           | 0,14         |             |             |  |
|                  |                                     |                      |              |              |             |             |  |
| Inscrits         | Inscrits                            | Inscrits             | 63 823       | 100,00       | 63 823      | 100,00      |  |
| Abstentions      | Abstentions                         | Abstentions          | 11 952       | 18,73        | 15 364      | 24,07       |  |
| Votants          | Votants                             | Votants              | 51 871       | 81,27        | 48 459      | 75,93       |  |
| Blancs et nuls   | Blancs et nuls                      | Blancs et nuls       | 753          | 1,45         | 1 282       | 2,65        |  |
| Exprimés         | Exprimés                            | Exprimés             | 51 118       | 98,55        | 47 177      | 97,35       |  |
| Source : CEVIPOF |                                     |                      |              |              |             |             |  |